# Werchnij Tokmak
Werchnij Tokmak (ukr. Верхній Токмак) – wieś na Ukrainie w obwodzie zaporoskim, siedziba władz rejonu czernihiwskiego.
Miejscowość została założona w 1790 roku.